# Guilty (Racoon)
Guilty is een nummer van de Nederlandse band Racoon uit 2015. Het is de derde single van hun zesde studioalbum All In Good Time.
Het nummer werd een bescheiden radiohitje in Nederland, maar wist de Top 40 net niet te halen. Het haalde de eerste positie in de Tipparade.